# (470596) 2008 NW4
(470596) 2008 NW4 ist ein großes transneptunisches Objekt im Kuipergürtel, das bahndynamisch als Scattered Disk Object (SDO) oder als Cubewano (CKBO) eingestuft wird. Aufgrund seiner Größe gehört der Asteroid möglicherweise zu den Zwergplanetenkandidaten.

## Entdeckung
2008 NW4 wurde am 7. Juli 2008 von einem Astronomenteam, bestehend aus Meg Schwamb, Mike Brown und David Lincoln Rabinowitz, mit dem 1,2-m-Oschin-Schmidt-Teleskop am Palomar-Observatorium des California Institute of Technology (Kalifornien) entdeckt. Die Entdeckung wurde vom Cerro Tololo-Observatorium bestätigt und am 4. September 2008 zusammen mit 2008 OG19 bekanntgegeben, der Planetoid erhielt später von der IAU die Kleinplaneten-Nummer 470596.
Der Beobachtungsbogen des Planetoiden beginnt mit der offiziellen Entdeckungsbeobachtung am 7. Juli 2008. Seither wurde der Planetoid durch verschiedene erdbasierte Teleskope beobachtet. Im April 2017 lagen insgesamt 87 Beobachtungen über einen Zeitraum von 8 Jahren vor. Die bisher letzte Beobachtung wurde im Juli 2015 am Pan-STARRS-Teleskop (PS1) (Maui) durchgeführt. (Stand 19. März 2019)

## Eigenschaften

### Umlaufbahn
2008 NW4 umkreist die Sonne in 305,67 Jahren auf einer fast kreisförmigen Umlaufbahn zwischen 36,55 AE und 54,19 AE Abstand zu deren Zentrum. Die Bahnexzentrizität beträgt 0,194, die Bahn ist 23,10° gegenüber der Ekliptik geneigt. Derzeit ist der Planetoid 42,99 AE von der Sonne entfernt. Das Perihel durchlief er das letzte Mal 2019, der nächste Periheldurchlauf dürfte also im Jahre 2325 erfolgen.
Marc Buie (DES) klassifiziert den Planetoiden als SDO, während vom Minor Planet Center keine spezifische Einstufung existiert; letzteres ordnet ihn als Nicht-SDO und allgemein als «Distant Object» ein. Das Johnston’s Archive führt ihn dagegen als Cubewano auf, wobei er zu den bahndynamisch «heißen» klassischen KBO gehören würde.

### Größe
Derzeit wird von einem Durchmesser von 343 km ausgegangen, basierend auf einem Rückstrahlvermögen von 8 % und einer absoluten Helligkeit von 5,7 m. Ausgehend von diesem Durchmesser ergibt sich eine Gesamtoberfläche von etwa 370.000 km2. Die scheinbare Helligkeit von 2008 NW4 beträgt 21,38 m.
Da es denkbar ist, dass sich 2008 NW4 aufgrund seiner Größe im hydrostatischen Gleichgewicht befindet und somit weitgehend rund sein könnte, erfüllt er möglicherweise die Kriterien für eine Einstufung als Zwergplanet. Mike Brown geht davon aus, dass es sich bei 2008 NW4 um vielleicht einen Zwergplaneten handelt.
| Jahr                                         | Abmessungen km | Quelle   |
| -------------------------------------------- | -------------- | -------- |
| 2018                                         | 368,0          | Johnston |
| 2018                                         | 343,0          | Brown    |
| Die präziseste Bestimmung ist fett markiert. |                |          |